# Enfant 44
Cet article concerne le roman de Tom Rob Smith. Pour le film, voir Enfant 44 (film).
Enfant 44 (Child 44) est le premier roman de l'écrivain britannique Tom Rob Smith, publié en 2008.
Premier tome d'une trilogie, le roman est suivi par Kolyma (The Secret Speech, 2009) et Agent 6 (2011). Se déroulant dans l'Union soviétique de Staline, les romans ont pour héros Leo Demidov, un agent du MGB. 
Le livre est adapté au cinéma en 2015.

## Résumé
Union soviétique, 1953. Leo Demidov est un brillant et prometteur agent du MGB, la police secrète de Moscou. Après une enquête qui a mal tourné, il est disgracié et finalement muté. Il décide ensuite d'enquêter sur une série de meurtres d'enfants. Les participants à l'enquête sont exécutés tour à tour car « il n'y a pas de meurtre au paradis », ce qui signifie que l'union soviétique étant une société idéale, elle ne peut produire de crime endogène or la révélation de crimes par l'enquête, de même que la création d'une brigade criminelle dans la dernière scène après la mort de Staline, révèle la nature utopiste de cette idée.

## Forme et développement
Le roman est basé sur les crimes d'Andreï Tchikatilo, aussi connu sous le nom de « monstre de Rostov », condamné et exécuté pour 52 meurtres en Union soviétique. En plus de mettre en lumière la criminalité de l'ère soviétique dans un État où « le crime n'existe pas », le roman explore la paranoïa de l'époque, le système éducatif russe, et le système de la police secrète.

## Accueil
Le roman a reçu un accueil critique très positif,,,, même si quelques critiques, moins unanimes, viennent nuancer cet accueil,.

## Distinctions

### Récompenses
- Prix CWA Ian Fleming Steel Dagger 2008[7]
- Desmond Elliott Prize 2008[8]
- Galaxy Book Award 2008 : meilleur premier roman[9]
- Waverton Good Read Award 2009[10]

### Nominations
- Man Booker Prize 2008
- Richard and Judy Book of the Decade List 2009[11]